# Островица (Нишка Бања)
Островица је насељено место у градској општини Нишка Бања на подручју града Ниша у Нишавском округу. Према попису из 2022. било је 351 становника (према попису из 1991. било је 767 становника).
Овде се налази Мала хидроелектрана „Света Петка“.

## Саобраћај
До Островице се може доћи приградским линијама 20 ПАС Ниш - Нишка Бања - Просек - Сићево - Островица - Равни До и линија 20Л ПАС Ниш - Нишка Бања - Просек - Сићево - Островица.
Овде се налази Железничка станица Островица.

## Демографија
У насељу Островица живи 413 пунолетних становника, а просечна старост становништва износи 50,0 година (50,0 код мушкараца и 50,1 код жена). У насељу има 160 домаћинстава, а просечан број чланова по домаћинству је 2,19.
Ово насеље је великим делом насељено Србима (према попису из 2002. године), а у последња три пописа, примећен је пад у броју становника.
|  |

| Демографија | Демографија | Демографија |
| Година      | Становника  | Становника  |
| ----------- | ----------- | ----------- |
| 1948.       | 1.283       |             |
| 1953.       | 1.290       |             |
| 1961.       | 1.209       |             |
| 1971.       | 1.018       |             |
| 1981.       | 889         |             |
| 1991.       | 767         | 754         |
| 2002.       | 603         | 608         |
| 2011.       | 475         |             |
| 2022.       | 351         |             |

| Етнички састав према попису из 2002.‍ | Етнички састав према попису из 2002.‍ | Етнички састав према попису из 2002.‍ | Етнички састав према попису из 2002.‍ | Етнички састав према попису из 2002.‍ |
| ------------------------------------ | ------------------------------------ | ------------------------------------ | ------------------------------------ | ------------------------------------ |
|                                      |                                      |                                      |                                      |                                      |
| Срби                                 | Срби                                 |                                      | 565                                  | 93,69%                               |
| Роми                                 | Роми                                 |                                      | 31                                   | 5,14%                                |
| непознато                            | непознато                            |                                      | 5                                    | 0,82%                                |

| Година пописа     | 1948. | 1953. | 1961. | 1971. | 1981. | 1991. | 2002. |
| ----------------- | ----- | ----- | ----- | ----- | ----- | ----- | ----- |
| Број домаћинстава | 230   | 240   | 280   | 288   | 281   | 273   | 235   |

| Број чланова      | 1  | 2  | 3  | 4  | 5  | 6  | 7 | 8 | 9 | 10 и више | Просек |
| ----------------- | -- | -- | -- | -- | -- | -- | - | - | - | --------- | ------ |
| Број домаћинстава | 52 | 96 | 29 | 34 | 10 | 12 | 2 | 0 | 0 | 0         | 2,57   |

| Пол    | Укупно | Неожењен/Неудата | Ожењен/Удата | Удовац/Удовица | Разведен/Разведена | Непознато |
| ------ | ------ | ---------------- | ------------ | -------------- | ------------------ | --------- |
| Мушки  | 265    | 57               | 178          | 21             | 6                  | 3         |
| Женски | 259    | 21               | 176          | 59             | 2                  | 1         |
| УКУПНО | 524    | 78               | 354          | 80             | 8                  | 4         |

| Пол    | Укупно                    | Пољопривреда, лов и шумарство | Рибарство                            | Вађење руде и камена | Прерађивачка индустрија       |
| ------ | ------------------------- | ----------------------------- | ------------------------------------ | -------------------- | ----------------------------- |
| Мушки  | 111                       | 1                             | 0                                    | 3                    | 32                            |
| Женски | 31                        | 2                             | 0                                    | 0                    | 12                            |
| УКУПНО | 142                       | 3                             | 0                                    | 3                    | 44                            |
| Пол    | Производња и снабдевање   | Грађевинарство                | Трговина                             | Хотели и ресторани   | Саобраћај, складиштење и везе |
| Мушки  | 7                         | 23                            | 4                                    | 2                    | 22                            |
| Женски | 0                         | 1                             | 2                                    | 5                    | 0                             |
| УКУПНО | 7                         | 24                            | 6                                    | 7                    | 22                            |
| Пол    | Финансијско посредовање   | Некретнине                    | Државна управа и одбрана             | Образовање           | Здравствени и социјални рад   |
| Мушки  | 0                         | 4                             | 3                                    | 4                    | 1                             |
| Женски | 1                         | 0                             | 0                                    | 1                    | 4                             |
| УКУПНО | 1                         | 4                             | 3                                    | 5                    | 5                             |
| Пол    | Остале услужне активности | Приватна домаћинства          | Екстериторијалне организације и тела | Непознато            | Непознато                     |
| Мушки  | 2                         | 0                             | 0                                    | 3                    | 3                             |
| Женски | 1                         | 0                             | 0                                    | 2                    | 2                             |
| УКУПНО | 3                         | 0                             | 0                                    | 5                    | 5                             |